# Eric von Rosen

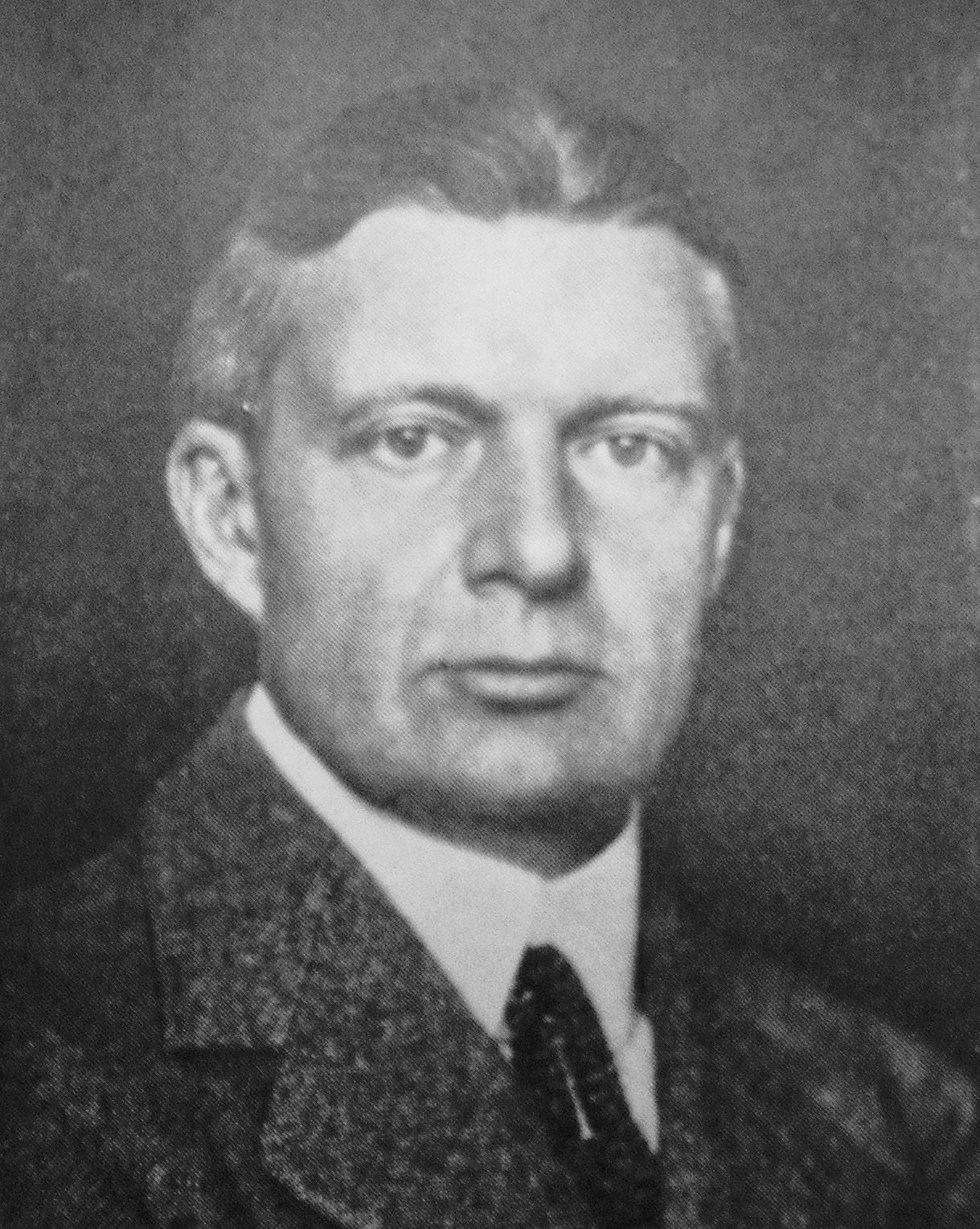
Graf Eric von Rosen

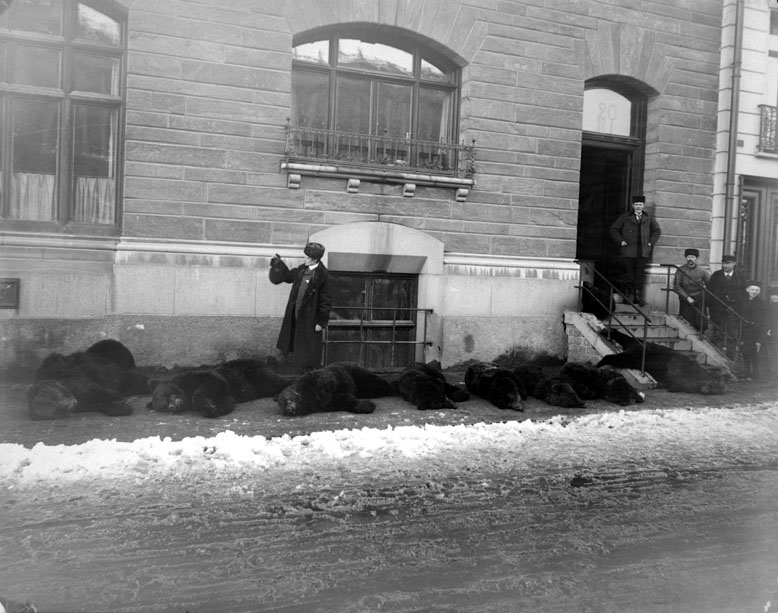
von Rosen nach einer Bärenjagd mit seiner Beute, März 1904

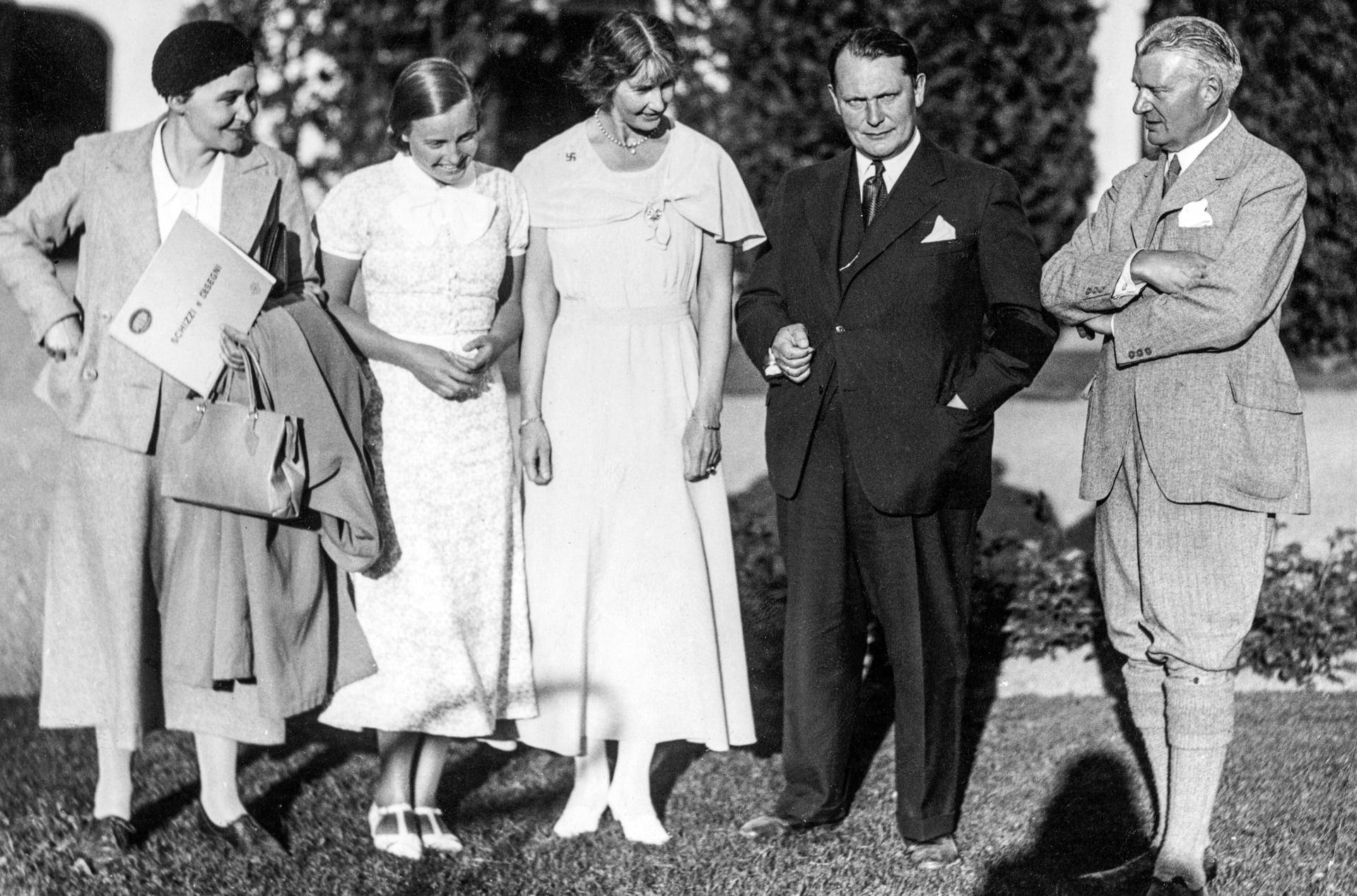
Birgitta, Mary, Hermann Göring und Eric von Rosen auf Schloss Rockelstad, 1933

Graf Carl Gustaf Bloomfield Eric von Rosen (* 2. Juni 1879 in Stockholm; † 25. April 1948 ebenda) war ein schwedischer Aristokrat, Großgrundbesitzer, Forschungsreisender und  Ethnologe. Ihm wird die Entdeckung der Batwa in den Sumpfgebieten des Kongo zugeschrieben. Daneben war er ein Mitbegründer der Luftstreitkräfte Finnlands. Mitte der 1930er Jahre war er eine der führenden Personen bei den Nationalsozialisten Schwedens.

## Leben
Eric von Rosen wurde am 2. Juni 1879 in Stockholm als der jüngste Sohn von Carl Gustav von Rosen und seiner Frau Ella Carlton Moore geboren. Das schwedische IOC-Mitglied Clarence von Rosen (1867–1955) war sein Bruder. 1905 heiratete er Mary Fock, mit der er insgesamt sieben Kinder zeugte. Eines davon verstarb in frühem Kindesalter. Einer seiner Söhne war der berühmte Pilot Carl Gustav von Rosen. Eric von Rosen lebte mit seiner Familie auf Schloss Rockelstad, welches er im Alter von 21 Jahren erwarb und besaß weitere Güter auf Gotland. Seinen großen finanziellen Reichtum verdankte er einer Erbschaft, die er vom Vater seiner Mutter, einem US-amerikanischen Papierindustriellen erworben hatte. Dieser Reichtum ermöglichte ihm ausgedehnte Forschungsreisen nach Südamerika und Afrika. Von Rosen war einer der wichtigen Unterstützer des Nationalsozialismus in Schweden, zog sich aber ab 1938 aus der öffentlichen Debatte zurück.
Eric von Rosen verstarb am 25. April 1948 im Alter von 68 Jahren.

## Wirken
Aufgrund seines Reichtums war es Eric von Rosen möglich, seinen Interessen zu folgen und zahlreiche Forschungsreisen zu finanzieren.
Schon 1901–1902 hatte er an der Erland Nordenskiöld - Expedition nach Argentinien und in die bolivianischen Anden teilgenommen und sich im Vorfeld Kenntnisse in Ethnographie erworben. Seine Aufgabe im Rahmen der Expedition bestand darin, archäologische und ethnographische Untersuchungen durchzuführen. 1909 führte er eine Jagd- und Forschungsexpedition zum Weißen Nil, von 1912 bis 1913 organisierte er die „Schwedische Rhodesien und Kongo Expedition“, die er gemeinsam mit dem Botaniker Robert Elias Fries unternahm. Dabei durchquerten sie ganz Afrika vom Kap bis nach Alexandria. Ihm wird die Entdeckung des Batwa-Stammes in den Sumpfgebieten des Kongo zugeschrieben. Die bei seinen Forschungsreisen erworbene umfangreiche Sammlung an Ethnographien aus Südamerilka und Rhodesien überließ er dem Ethnographischen Museum Stockholm und dem Ethnographischen Museum von Göteborg.
Nach einem Aufruf von General Gustav Mannerheim unterstützte von Rosen die Weiße Armee im Finnischen Bürgerkrieg durch den Kauf eines Flugzeuges, auf dessen Tragflügel er die von ihm privat sehr häufig verwendete Swastika malen ließ und das er am 6. März 1918 persönlich nach Finnland überstellte. Im Rahmen dieser Reise besucht von Rosen auch ein Gefangenenlager für Rotgardisten. Das Flugzeug galt aufgrund einer Order von General Mannerheim als das Flugzeug Nr. 1 des neu gegründeten Finnischen Fliegerkorps. Der 6. März 1918 wird bis heute als der Geburtstag der Finnischen Luftwaffe gefeiert; die Swastika war bis 1944 als Hoheitszeichen an finnischen Kampfflugzeugen angebracht und blieb bis 2020 ein militärisches Symbol der finnischen Luftstreitkräfte.
Eric von Rosen unternahm eine Vielzahl weiterer Reisen innerhalb und außerhalb Schwedens. Sie führten ihn 1929 nach Ägypten, den Sudan und Palästina. Auch Deutschland besuchte er mehrmals, ebenso wie Finnland und die baltischen Staaten. Sein Interesse galt vor allem auch der Natur und der Jagd. Dies führte ihn nach wiederholt in die Schweiz und nach Lappland, wo ihm 1932 Erstbesteigungen im Kebnekajse gelangen.
Die Schwester seiner Frau, Carin von Kantzow, heiratete 1923 Hermann Göring, den sie auf einem Gut von Rosens kennengelernt hatte. Der Kontakt zwischen den Schwippschwägern Göring und Rosen blieb auch nach dem Tod von Carin Göring 1931 bestehen. Von Rosen gehörte zu den Mitbegründern des NSB, des Schwedischen Nationalsozialistischen Blocks. Dieser hatte sich ab 1933 zur Aufgabe gestellt, die unterschiedlichen nationalsozialistischen Splittergruppen in Schweden zu vereinen. Er publizierte in rechtsextremen Zeitschriften und  war eine wichtige Verbindungsperson zwischen der nationalsozialistischen Bewegung in Schweden und dem nationalsozialistischen Regime in Berlin. In der zweiten Hälfte der 1930er Jahre zog sich von Rosen von seiner Tätigkeit für die Nationalsozialisten zurück. Maßgeblich dafür dürfte der Einmarsch Mussolinis in Abessinien 1935 gewesen sein und der Einmarsch Hitlers in die Tschechoslowakei 1938/39, welche er ablehnte.

## Veröffentlichungen (Auswahl)
- Popular account of archaeological research during the Swedish Chaco-Cordilliera Expedition 1901-1902. Fritze. Stockholm, 1924.
- Vom Kap nach Kairo, Forschungen und Abenteuer der Schwedischen Rhodesia-Kongo-Expedition. Strecker und Schröder, Stuttgart 1924.
- Från Kap till Alexandria. Albert Bonniers Förlag, Stockholm
- Archaeological Researches on the Frontier of Argentina and Bolivia in 1901-02. A Preliminary Report. Nabu Press, 2010, ISBN 978-1-172-67069-7.
- The Chorotes Indians in the Bolivian Chaco. Ivar Haegströms Boktryckeri AB, Stockholm 1904.
- The Mounds of Pucarà. In: Ymer. Tidskrift utgiven av Svenska Skällskapet för Antropologie och Geografi. 1924, H. 2, S. 181–191.
- Vår Tid och Ungdomen. Albert Bonniers Förlag, Stockholm 1919.
- Några Bestigningar och Rön i Lappmarken 1933–1935. Särtryck ur Till Fjälls 1936.
- Chacofarare Berätta. Hugo Gebers Förlag, Stockholm.
- En Förgången Värld. Albert Bonniers Förlag, 1919 Stockholm.
- Träskfolket. Bonniers Förlag, Stockholm 1916.
- Trolltiven. Herausgeber Ernst Manker. Nordisk Rotogravyr, Stockholm 1952.

## Film
- Tod und Teufel. 56 min. Dokumentarfilm von Peter Nestler über seinen Großvater Eric von Rosen